# Raissa Jakowlewna Golant
Raissa Jakowlewna Golant (russisch Раиса Яковлевна Голант; * 17. Julijul. / 29. Juli 1885greg. in Brest-Litowsk; † 13. Juli 1953 in Leningrad) war eine belarussisch-russische Neurologin, Psychiaterin und Hochschullehrerin.

## Leben
Golant, Tochter eines jüdischen Seifensieders, besuchte das Mädchengymnasium Priluki (Rajon Brest-Litowsk) mit Abschluss 1902. Da ihr ein Studium in Russland nicht möglich war, studierte sie an den Universitäten Brüssel, Berlin und Freiburg.
Nach der Rückkehr 1909 arbeitete Golant in der St. Petersburger Klinik für Gemüts- und Nervenkrankheiten, die seit 1907 das Forschungsinstitut für Psychoneurologie unter der Leitung Wladimir Michailowitsch Bechterews war. Golants Arbeitsschwerpunkte waren die Neurologie und die experimentelle Physiologie. 1913 verteidigte sie ihre Doktor-Dissertation über die Steifheit der Wirbelsäule. Darauf wurde sie Assistentin und Oberärztin.
1928 wurde Golant Leiterin des Lehrstuhls für Psychiatrie des 2. Leningrader Medizinischen Instituts und blieb es bis 1948. Auf dem Congrès international de psychologie 1937 in Paris trug sie über somatische Prophylaxe psychischer Störungen vor. Sie betreute die psychiatrischen Kliniken in Petrosawodsk, Swerdlowsk und Pskow.
Golants Forschungsschwerpunkte waren die Psychosen, die psychischen Störungen bei Avitaminosen, Marasmus, essentieller Hypertonie und Schädel-Hirn-Traumata. Unter ihrer Leitung wurden Veränderungen des Liquor cerebrospinalis im Hinblick auf eine Diagnostik der Neurolues untersucht. Dies war von besonderer Bedeutung im Hinblick auf die damalige ausschließlich psychologische Diagnostik der Schizophrenie. Untersucht wurden Symptome der epidemischen Enzephalitis. Im Gegensatz zu vielen Autoren unterschied Golant zwischen der Schizophrenie und der schizoiden Persönlichkeitsstörung. Auch untersuchte sie die Alzheimer-Krankheit.
Auf der gemeinsamen Tagung der Akademie der Wissenschaften der UdSSR und der Akademie der Medizinischen Wissenschaften der UdSSR 1950 über die Lehren Iwan Petrowitsch Pawlows zur Bekämpfung der westlichen Einflüsse auf die russische Physiologie wurden Golant, Alexander Solomonowitsch Schmarjan, Michail Ossipowitsch Gurewitsch und andere heftig angegriffen. Insbesondere Andrei Wladimirowitsch Sneschnewski warf ihnen eine Anti-Pawlow-Haltung und Schädigung der russischen Psychiatrie vor. Der Vizepräsident der Akademie der Medizinischen Wissenschaften warf ihnen vor, US-amerikanische Pseudowissenschaft zu verbreiten. Darauf wurde Golant 1951 wegen Personalkürzung vom Institut für Psychoneurologie entlassen.
Golants jüngerer Bruder war der Pädagoge Jewgeni Jakowlewitsch Golant. Ihr Neffe war der Physiker Wiktor Jewgenjewitsch Golant.
Golant wurde auf dem St. Petersburger jüdischen Preobraschenskoje-Friedhof begraben.

## Ehrungen, Preise
- Verdiente Wissenschaftlerin der RSFSR (1940)
- Stalinpreis